# Émile Servan-Schreiber
Pour les articles homonymes, voir Émile Servan-Schreiber (chercheur) et Servan-Schreiber.
Pour les autres membres de la famille, voir Famille Servan-Schreiber.
Émile Servan-Schreiber (né Émile Schreiber, il a ajouté à son nom le pseudonyme littéraire Servan qu'il avait utilisé pendant la Seconde Guerre mondiale), né le 20 décembre 1888 à Paris et mort le 29 décembre 1967 à Veulettes-sur-Mer, est un journaliste et homme de lettres français. 

## Biographie
Fils de Joseph et Clara Schreiber, il naît et grandit à Paris après l'immigration de ses parents, venus d'Allemagne, dans la capitale. Ses études se déroulent principalement au collège Rollin.
Journaliste et homme de lettres français, il fonde et dirige [réf. nécessaire] avec son frère  Robert (1880-1966) le quotidien économique Les Échos de l'exportation (qui est au départ un bulletin de liaison, le premier bulletin des achats par correspondance de la maison d’exportation JJ Schreiber)[réf. nécessaire], devenu Les Échos, de 1908 à 1963. Allant régulièrement à l'étranger voir les fournisseurs de JJ Schreiber, il en profite pour rédiger des chroniques sur la vie économique des régions qu’il traverse. Ces chroniques sont d'abord publiées dans L'Illustration, dont il devient un grand reporter, puis dans Les Echos de l’exportation,. 
Pendant la Seconde Guerre mondiale, il prend le pseudonyme littéraire de Servan pour faire plus « français » (nom qui vient à l'esprit d'un de ses frères en 1917 alors qu'il traverse le village breton de Saint-Servan, nom définitif de Servan-Schreiber obtenu par décret du 5 novembre 1952), fait bâtir un chalet à Megève, y installe sa famille.
Il est décédé le 29 décembre 1967 à Veulettes-sur-Mer dont il fut, durant vingt années, le maire. Sa femme Denise Brésard exerce la même magistrature également jusqu'à sa mort.

## Œuvres (sous le nom d'Émile Schreiber)
- L'Exemple américain, Payot, 1917.
- Comment on vit en U.R.S.S, Plon, 1931.
- Rome après Moscou, Plon, 1932.
- Cette année à Jérusalem, Plon, 1933.
- L'Amérique réagit, Plon, 1934.
- On vit pour 1 franc par jour. Indes-Chine-Japon, Baudinière, 1935.
- Heureux Scandinaves ! Danemark, en Suède, Norvège et Finlande, Denoël, 1936.
- La Suisse, pays d'hommes libres, Denoël, 1937.
- Le Portugal de Salazar, Denoël, 1938.

## Descendance
Marié avec Denise Brésard (1900-1987), une infirmière catholique qui épouse Émile Schreiber en 1923 et consacre sa vie à une œuvre de protection maternelle et infantile, « La Nouvelle Étoile »). Émile est le père de Jean-Jacques Servan-Schreiber (1924-2006), Brigitte Gros (1925-1985), Bernadette Gradis (née en 1928), Christiane Collange (1930-2023) et Jean-Louis Servan-Schreiber (1937-2020). Parmi ceux des générations suivantes, l'on peut noter notamment Catherine Gros et Vincent Ferniot.